# 5e brigade d'infanterie de la Garde (Empire allemand)
Pour les articles homonymes, voir 5e brigade.
La 5e brigade d'infanterie de la Garde est une grande unité de l'armée prussienne. Le quartier général de la brigade est situé à Spandau, près de Berlin .

## Histoire
La 5e brigade d'infanterie de la Garde est créée le 1er avril 1897 et est initialement subordonnée à la 2e division d'infanterie de la Garde. De 1914 à 1915, elle subordonnée de la 3e division d'infanterie de la Garde et de 1915 à 1918 la 4e division d'infanterie de la Garde.

## Composition

### Structure de paix 1914
- 5e régiment à pied de la Garde (de)
- 5e régiment de grenadiers de la Garde

### Structure de guerre le 2 août 1914
- 5e régiment à pied de la Garde (de)
- 5e régiment de grenadiers de la Garde

### Structure de guerre le 19 mai 1915
- 5e régiment à pied de la Garde (de)[2]
- 5e régiment de grenadiers de la Garde
- 93e régiment d'infanterie de réserve
- Bataillon de réserve des chasseurs de la Garde
- Personnel, 1er et 3e escadrons de réserve des uhlans de la Garde
- 2e régiment d'artillerie de campagne de la Garde
- 1/3 1re compagnie du 28e bataillon du génie
- 3e peloton de projecteurs légers de campagne

### Structure de guerre à partir du 8 mars 1918
- 5e régiment à pied de la Garde (de)[2]
- 5e régiment de grenadiers de la Garde
- 93e régiment d'infanterie de réserve
- 14e détachement de tireurs d'élite de mitrailleuses
- 2e escadron du régiment de dragons de réserve de la Garde
- 4e commandement d'artillerie de la Garde
- 6e régiment d'artillerie de campagne de la Garde
- 3e bataillon du 1er régiment d'artillerie de campagne de la Garde
- 106e bataillon du génie
- 4e commandement du renseignement de la division de la Garde

## Commandants
Commandants
- Generalmajor Mortimer von Buddenbrock-Hettersdorf (de) : du 22 mars 1897 au 15 novembre 1899
- Oberst Otto von Lüdinghausen genannt Wolff (de) : du 16 novembre 1899 au 17 avril 1903
- Emil von Schickfus und Neudorff (de) : du 18 avril 1903 au 17 août 1903
- Generalmajor Willy von Salisch (de) : du 18 août 1903 au 5 avril 1906
- Alfred von Strubberg : du 10 avril 1906 au 4 mars 1908
- Gotthard Nickisch von Rosenegk (de) : de mai 1908 au 24 septembre 1908
- Generalmajor Johannes von Eben : du 25 septembre 1908 au 18 décembre 1911
- Generalmajor Alwin Schmundt : du 19 décembre 1911 au 21 mars 1913
- Generalmajor Nikolaus von Below (de) du 1er avril 1913 au 31 mai 1915
- Oberst/Generalmajor Rüdiger von der Goltz : du 1er juin 1915 au 25 mai 1916
- Karl von Lewinski du 26 mai 1916 au 5 septembre 1916
- Oberst Georg von Vietinghoff gen. Scheel : du 8 septembre 1916 au 24 septembre 1916
- Georg von Alt-Stutterheim : du 25 septembre 1916 au 16 juillet 1918
- Oberst Georg von Oven : du 17 juillet 1918 au 1er janvier 1919
- Generalmajor Georg von Alt-Stutterheim : du 3 janvier 1919 au 27 novembre 1919, auparavant commandant de la 50e division d'infanterie